# Manastersko
Manastersko lub Monastersko (ukr. Монастирське) – dawna wieś, obecnie część miasta Kosowa na Ukrainie, w obwodzie iwanofrankiwskim. Rozpościera się na wschód od centrum Kosowa, wzdłuż ulicy Seredniej
Pod zaborem austriackim Manastersko stanowiło gminę jednostkową w powiecie kosowskim, liczącą w 1854 roku 1648 mieszkańców. W 1880 roku liczyło 2199 mieszkańców. Następnie gminę zniesiono, włączając ją do Kosowa.